# Cubana castanea
Cubana castanea är en insektsart som först beskrevs av Fowler 1904.  Cubana castanea ingår i släktet Cubana och familjen kilstritar.
Artens utbredningsområde är Panama. Inga underarter finns listade i Catalogue of Life.